# Brachistomi

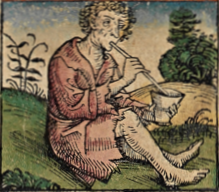
Homo brachystomus - Particolare di un'illustrazione per le Cronache di Norimberga.

I brachistomi (in lingua latina Homo brachystomus) sono uno dei popoli mostruosi.
Sono caratterizzati da una bocca molto piccola, una sorta di piccolo foro che permette loro di nutrirsi con l'ausilio di una lunga cannuccia.
Sono descritti e raffigurati da Kaspar Schott nella sua "Physica Curiosa" nel paragrafo dedicato ad "astomi" (popoli privi di bocca), "brachiostomi" (con bocca piccola) ed "elingui" (privi di lingua o del suo uso).
Schott cita ampi stralci di Pomponio Mela e di Plinio i quali, descrivendo i popoli dell'Etiopia, parlano di genti con un solo foro sotto le narici che devono nutrirsi di singoli granelli di grano attraverso una cannuccia ("calamis avena").